# Old Guy
Old Guy es una película de comedia y acción estadounidense de 2024 dirigida por Simon West, escrita por Greg Johnson, producida por Martin Brennan y Jib Polhemus, y Dark Castle Entertainment. Filmada en Irlanda del Norte y protagonizada por Christoph Waltz, Lucy Liu y Cooper Hoffman.
Old Guy se estrenó en el Festival de Cine de Newport Beach el 17 de octubre de 2024 y en Estados Unidos el 21 de febrero de 2025.

## Sinopsis
Un asesino a sueldo al borde de la jubilación debido a la artritis recibe una nueva oportunidad de entrenamiento de campo: Wihlborg, un asesino prodigio con actitud. La misión posterior a Irlanda del Norte se complica por la preocupación de que Wihlborg sea parte de un plan para eliminar literalmente a la vieja guardia en favor de una nueva generación.

## Reparto
- Christoph Waltz como Danny Dolinski
- Lucy Liu como Anata
- Cooper Hoffman como Wihlborg
- Desmond Eastwood como Colton
- Charlie Hamblett[1]

## Producción
En enero de 2023, se anunció que Highland Film Group cofinanciaría la película, que será producida por Jib Polhemus y Martin Brennan con Hal Sadoff y Norman Golightly produciendo para Dark Castle Entertainment. Además, Christoph Waltz se unió al reparto. En abril de 2023, se reveló que Lucy Liu, Cooper Hoffman y Desmond Eastwood se habían unido al elenco. La fotografía principal comenzó en Belfast a mediados de 2023.

## Estreno
En marzo de 2024, The Avenue adquirió los derechos de distribución de la película en América del Norte. La película se estrenó en el Festival de Cine de Newport Beach el 17 de octubre de 2024 en Fashion Island. La película se estrenó en cines selectos y está disponible digitalmente desde el 21 de febrero de 2025.